# Panasonic Panthers 2018-2019
Questa voce raccoglie le informazioni riguardanti i Panasonic Panthers nella stagione 2018-2019.

## Stagione
I Panasonic Panthers partecipano alla stagione 2018-19 senza alcuna denominazione sponsorizzata.
In V.League Division 1 si classificano al primo posto in regular season, andando poi a vincere il titolo nazionale per la settima volta, battendo nella finale dei play-off scudetto i JT Thunders. Nelle altre competizioni domestiche si spingono invece fino alle semifinali di Coppa dell'Imperatore, dove vengono eliminati dai Toray Arrows, mentre al Torneo Kurowashiki perdono in finale contro i Suntory Sunbirds.
In ambito internazionale partecipano al campionato asiatico, venendo sconfitti in finale dagli iraniani del Matin Varamin.

## Organigramma societario
Area direttiva
- Presidente: Masashi Nambu

Area tecnica
- Allenatore: Shinji Kawamura
- Assistente allenatore: Maurício Paes, Hiroyuki Furuta

## Rosa
| N° | Nome             | Ruolo | Data di nascita  | Nazionalità sportiva |
| -- | ---------------- | ----- | ---------------- | -------------------- |
| 1  | Kunihiro Shimizu | O     | 11 agosto 1986   | Giappone             |
| 2  | Hideomi Fukatsu  | P     | 1º giugno 1990   | Giappone             |
| 3  | Shin'ya Yamazoe  | C     | 23 maggio 1987   | Giappone             |
| 4  | Issei Ōtake      | C     | 3 dicembre 1995  | Giappone             |
| 5  | Sogo Watanabe    | S     | 21 luglio 1990   | Giappone             |
| 6  | Kenji Shirasawa  | C     | 21 maggio 1984   | Giappone             |
| 7  | Tsubasa Hisahara | S     | 18 maggio 1995   | Giappone             |
| 9  | Takahiko Imamura | S     | 20 maggio 1993   | Giappone             |
| 10 | Akihiro Yamauchi | C     | 30 novembre 1993 | Giappone             |
| 11 | Masayuki Ikeda   | O     | 4 giugno 1991    | Giappone             |
| 12 | Kazuya Senda     | S     | 15 gennaio 1993  | Giappone             |
| 13 | Michał Kubiak    | S     | 23 febbraio 1988 | Polonia              |
| 15 | Tatsuya Fukuzawa | S     | 1º luglio 1986   | Giappone             |
| 16 | Ryohei Iga       | L     | 29 giugno 1994   | Giappone             |
| 17 | Takeshi Nagano   | L     | 11 luglio 1985   | Giappone             |
| 19 | Chen Chien-chen  | S     | 20 novembre 1989 | Taipei cinese        |
| 20 | Takahiro Shin    | P     | 10 agosto 1991   | Giappone             |
| 21 | Yasunari Kodama  | C     | 24 luglio 1994   | Giappone             |
| 22 | Yuichiro Komiya  | C     | 16 novembre 1992 | Giappone             |

## Statistiche

### Statistiche di squadra
| Competizione          | Punti | In casa | In casa | In casa | In trasferta | In trasferta | In trasferta | Totale | Totale | Totale |
| Competizione          | Punti | G       | V       | P       | G            | V            | P            | G      | V      | P      |
| --------------------- | ----- | ------- | ------- | ------- | ------------ | ------------ | ------------ | ------ | ------ | ------ |
| V.League Division 1   | 68/15 | ?       | ?       | ?       | ?            | ?            | ?            | 34     | 28     | 6      |
| Coppa dell'Imperatore | -     | -       | -       | -       | -            | -            | -            | 3      | 2      | 1      |
| Torneo Kurowashiki    | -     | -       | -       | -       | -            | -            | -            | 3      | 2      | 1      |
| Campionato asiatico   | 6/8   | -       | -       | -       | -            | -            | -            | 8      | 7      | 1      |
| Totale                | -     | ?       | ?       | ?       | ?            | ?            | ?            | 48     | 39     | 9      |

G = partite giocate; V = partite vinte; P = partite perse

### Statistiche dei giocatori
| Giocatore    | V.League Division 1 | V.League Division 1 | V.League Division 1 | V.League Division 1 | V.League Division 1 |
| Giocatore    | P                   | PT                  | AV                  | MV                  | BV                  |
| ------------ | ------------------- | ------------------- | ------------------- | ------------------- | ------------------- |
| Chen C.c.    | 31                  | 56                  | 44                  | 11                  | 1                   |
| H. Fukatsu   | 34                  | 52                  | 20                  | 23                  | 9                   |
| T. Fukuzawa  | 27                  | 217                 | 200                 | 13                  | 4                   |
| T. Hisahara  | 34                  | 218                 | 181                 | 14                  | 23                  |
| R. Iga       | 19                  | 0                   | 0                   | 0                   | 0                   |
| M. Ikeda     | 3                   | 2                   | 2                   | 0                   | 0                   |
| T. Imamura   | 30                  | 37                  | 31                  | 6                   | 0                   |
| Y. Kodama    | 28                  | 11                  | 10                  | 1                   | 0                   |
| Y. Komiya    | 11                  | 16                  | 11                  | 4                   | 1                   |
| M. Kubiak    | 33                  | 530                 | 451                 | 44                  | 35                  |
| T. Nagano    | 34                  | 0                   | 0                   | 0                   | 0                   |
| I. Ōtake     | 32                  | 448                 | 387                 | 37                  | 24                  |
| K. Senda     | 11                  | 0                   | 0                   | 0                   | 0                   |
| K. Shimizu   | 5                   | 11                  | 9                   | 1                   | 1                   |
| T. Shin      | 32                  | 2                   | 0                   | 0                   | 2                   |
| K. Shirasawa | 31                  | 190                 | 112                 | 69                  | 9                   |
| S. Watanabe  | 33                  | 41                  | 30                  | 9                   | 2                   |
| A. Yamauchi  | 34                  | 259                 | 189                 | 53                  | 17                  |
| S. Yamazoe   | 14                  | 23                  | 13                  | 9                   | 1                   |

P = presenze; PT = punti totali; AV = attacchi vincenti; MV = muri vincenti; BV = battute vincenti

NB: Non sono disponibili i dati relativi alla Coppa dell'Imperatore, al Torneo Kurowashiki e di conseguenza quelli totali